# Aspilota nemostigma
Aspilota nemostigma är en stekelart som först beskrevs av Maximilian Spinola 1851.  Aspilota nemostigma ingår i släktet Aspilota och familjen bracksteklar. Inga underarter finns listade.